# 扎米彦道尔吉·巴特呼亚格
扎米彦道尔吉·巴特呼亚格（英語：Jamyandorj Bathuyag，1962年—）蒙古族，籍贯不详，蒙古国政治人物。

## 生平
巴特呼亚格毕业于阿塞拜疆国民经济学院、科罗拉多大学。他是审计学、经济学学者，拥有博士学位。历任蒙古国立大学教师、政治学院教师、经济专修学校专员、经济政策实施计划主任经济师，政府总理经济政策顾问，财经学院院长。2004年，当选为国家大呼拉尔委员。
2007年12月，被任命为蒙古国政府成员、国防部部长。

## 家庭
巴特呼亚格已婚。